# Bitwa o Kismaju (2012)
Bitwa o Kismaju – szturm sprzymierzonych sił somalijskich i AMISOM na miasto Kismaju kontrolowane przez islamistów z ugrupowania Asz-Szabab rozpoczęty 28 września 2012. Bitwę poprzedził kilkutygodniowy ostrzał miasta.

## Geneza
Kismaju we wrześniu 2006 zostało zdobyte przez partyzantów z Unii Trybunałów Islamskich, którzy opanowali wówczas połowę kraju. Spowodowało to interwencję wojsk etiopskich, które weszły do Kismaju 1 stycznia 2007. Al-Shabaab oraz Unia Trybunałów Islamskich ponownie zdobyły miasto Kismaju z rąk milicji prorządowych w sierpniu 2008. Od tego czasu w mieście panowali radykałowie, którzy ustanowili tam własną administrację z prawem szariatu na czele. Kiedy Unia Trybunałów Islamskich skupiona w Sojuszu na rzecz Wyzwolenia Somalii doszła do władzy, Al-Shabaab dołączyły do wojny przeciwko nowym władzom. Od tego czasu Kismaju było głównym bastionem radykalnych islamistów.
Kiedy w czasie wojny domowej wystąpiły nieporozumienia między rebelianckimi ugrupowaniami Al-Shabaab oraz Hizbul Islam związane z administrowaniem miasta Kismaju, doszło tam w na początku października do serii potyczek między bojownikami. Konflikt między fundamentalistami został zażegnany dopiero w grudniu 2010, kiedy to doszło do fuzji frakcji rebelianckich.
W październiku 2011 doszło na południu Somalii do inwazji wojsk kenijskich co zapoczątkowało operację Linda Nchi. Ponadto od zachodu nacierały wojska etiopskie, które zajęły zachodnie miasta, a od strony południowej armie wchodzące w skład sił Unii Afrykańskiej AMISOM, czyli Ugandyjczycy i Burundyjczycy. W czasie trwania kampanii wojsk afrykańskich spacyfikowane zostało południe kraju, zajęto tam kilkanaście miast. Głównym celem pozostał bastion rebeliantów, czyli Kismaju. W czerwcu 2012 Kenijczycy wstąpili w szeregi sił AMISOM.

## Przygotowania do bitwy
Kiedy wojska sprzymierzonych przygotowywały się do przejęcia kontroli nad Kismaju w Somalii miała miejsce transformacja polityczna. Przyjęto projekt nowej konstytucji, powołano nowy skład Narodowego Zgromadzenia Konstytucyjnego oraz wybrano nowego prezydenta, którym został Hassan Sheikh Mohamud.
W czasie kiedy dochodziło do tych przemian, 27 sierpnia 2012 siły AMISOM zajęły port Marka. Islamiści bez podjęcia walki ewakuowali się do Kismaju. Jednakże wówczas pod miasto podchodziła kolumna wojsk kenijskich i rebelianci zdający sobie sprawę z przewagi liczebnej i bojowej przeciwników przeprowadzili przegrupowanie oraz częściową ewakuację. Islamiści, przewidujący porażkę w konfrontacji z aliantami, pakowali i przerzucali broń w góry Galagi w Puntlandzie, korzystając z usług somalijskich piratów oraz rozkazali wyjechać z miasta wywodzącym się stamtąd partyzantom, którzy byliby gotowi je poddać. Na ich miejsce sprowadzeni zostali jednak talibowie z regionów Shabellaha Dhexe i Bakul. Al-Shabaab namawiało cywilów do obrony miasta, z kolei władze centralne nawoływały do ucieczki z Kismaju.
Na początku września 2012 wojska kenijskie i somalijskie przystąpiły do oblężenia miasta. Kenijczycy stanęli u bram miasta i czekali z zainicjowaniem szturmu na nadciągnięcie taborów. 4 września 2012 kenijska marynarka wojenna ostrzelała port oraz miasto znad wód Oceanu Indyjskiego. W czasie oblężenia, miasto było bombardowane z powietrza oraz morza. Najważniejszymi celami było lotnisko oraz magazyny broni używane przez rebeliantów. W czasie trwania operacji śmierć poniosło wielu cywilów o co oskarżono armię kenijską. Miasto, które zamieszkiwało ponad 183 tysięcy ludzi, w czasie trzech tygodni oblężenia opuściło 5 tysięcy cywilów, natomiast na tydzień przed atakiem 7 tysięcy cywilów, co dało łącznie 12 tysięcy uchodźców.
Wobec klęsk Szebabów, 24 września 2012 Mohamed Moallin ogłosił wydzielenie się ugrupowania Hizbul Islam z Al-Shabaab. Oznaczyło to opuszczenie rebeliantów z Al-Shabaab przez głównych sojuszników. Rzecznik Hizbul Islam motywował to zmianami na somalijskiej scenie politycznej. Dodał, że ugrupowanie nie zgadzało się z filozofią polityczną, a bojownicy zostali zdominowani przez swojego sojusznika. Lider Hizbul Islam, Szejk Hassan Dahir Awejs, krytykował radykałów za zabijanie cywilów i powiązania z Al-Kaidą. Ponadto padła deklaracja otwarcia na rozmowy z wszelkimi podmiotami politycznymi w celu osiągnięcia dobra wspólnego.

## Bitwa
28 września 2012 o godz. 2:00 czasu lokalnego (0:00 czasu polskiego) siły kenijskie, somalijskie oraz milicja prorządowa Raskamboni zaatakowały miasto od północy. Prowadzono ostrzał z powietrza, a rano wysadzono na plaży desant z amfibii i łodzi pontonowych. W szturmie od strony plaży i portu użyto czołgów i pojazdów opancerzonych. Strona kenijska poinformowała jeszcze tego samego dnia, że napotkano minimalny opór i miasto zostało poddane. Jednakże ciężkie walki trwały w północnym sektorze miasta. Do miejscowego szpitala zwożono rannych. Rebelianci przeciwko kolumnie wojsk sprzymierzonych używali improwizowanych ładunków wybuchowych (IED) oraz granatników przeciwpancernych (RPG).
Świadkowie walk donosili, iż wśród wojsk nacierających widziano żołnierzy o białej skórze. Pojawiły się raporty, że wojska afrykańskie zostały wsparte przez amerykańskie siły specjalne, jednakże zostało to przez dowództwo armii amerykańskiej w Afryce zdementowane.
Islamiści zostali wyparci z miasta 29 września 2012 i tym samym po czterech latach zakończyły się tam rządy radykałów. Po zdobyciu miasta siły zbrojne plądrowały budynki administracji w mieście. Ulice miasta były opustoszałe. Wojsko koalicji było przygotowane na zastosowanie taktyki partyzanckiej przez pokonanych rebeliantów.
1 października 2012 w Kismaju rozmieszczono 450 somalijskich i kenijskich żołnierzy, którzy zajęli główną siedzibę policji i strzegli porządku w mieście.